# Wasserturm Münster-Geistviertel

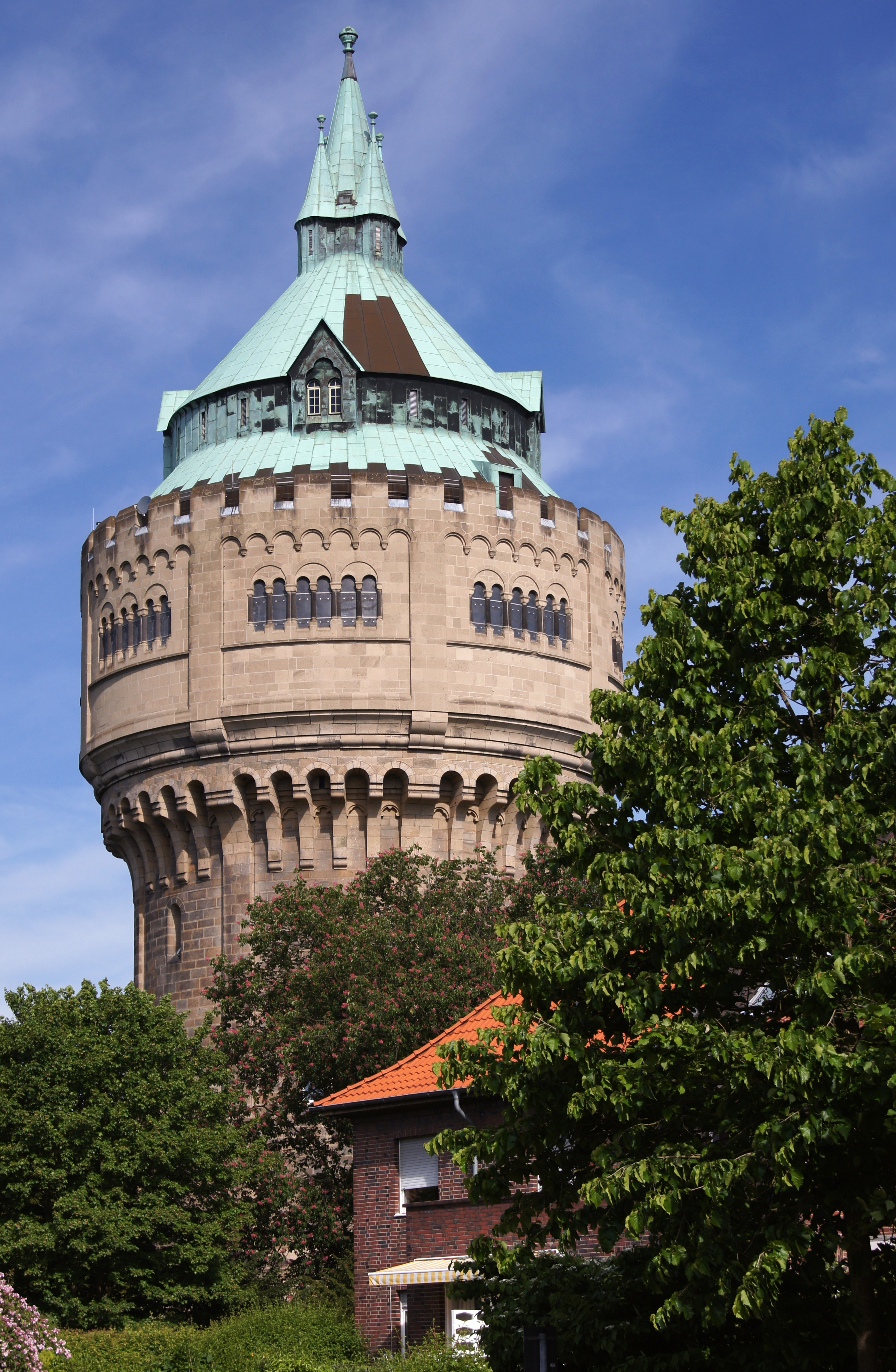
Wasserturm im Geistviertel

Der Wasserturm „Auf der Geist“ war ein Wasserturm der Stadtwerke Münster und liegt im Geistviertel von Münster.

## Geschichte
Der Turm wurde im Jahr 1900 oder 1901 bis 1903 auf der Geist auf freiem Feld noch vor Planung und Errichtung des Geistviertels erbaut und erreicht eine Höhe von fast 60 Metern. Der Wasserturm wurde am 1. Juli 1903 in Betrieb genommen und ersetzte den Buddenturm, dem er eine fünfmal größere Kapazität voraus hatte.
In den 1990er Jahren erhielt der bis dahin oben geöffnete Behälter, der mit einem Boot befahren wurde, um das Wasser von an der Oberfläche schwimmenden Verunreinigungen zu befreien, einen Deckel.
Die Stadtwerke Münster verwendeten den Turm bis 2017 zur Trinkwasserspeicherung und zum Druckausgleich. Er ist nicht für die Öffentlichkeit zugänglich.

## Architektur
Architektonische Gestaltung in neuromanischem Stil und Bauausführung lagen in den Händen von Stadtbaurat Merkens und Stadtbaumeister Drießen. Hinter seiner markanten Fassade verbirgt sich ein genieteter Stahlbehälter mit einer Kapazität von 2.500 m³. Dieser wird von rund einer Million Nieten zusammengehalten. Er hat die Form eines Torus, durch dessen Mitte eine Wendeltreppe mit 75 Stufen hindurchführt. Mit seinem grünen Kupferdach ist er zum Wahrzeichen des Geistviertels geworden. Eine Besonderheit ist die im Wasserturm eingelassene knapp 100 Quadratmeter große Bedienstetenwohnung, die an einen Mitarbeiter der Stadtwerke vermietet wurde.
Der Turm wurde im Zweiten Weltkrieg mit einer Anbauattrappe (einem großen Zeltdach) als Kirche getarnt und blieb – abgesehen von einem einzigen kleinen Bombentreffer – unbeschadet.